# 北海大太郎
北海 大太郎（ほっかい だいたろう、1862年7月6日（文久2年6月10日） - 1934年（昭和9年）5月19日）は、陸奥国津軽郡（現在の青森県平川市）出身で高砂部屋に所属した元力士。本名は岩渕 大次郎。164cm、88kg。最高位は東前頭筆頭。

## 経歴
相撲の盛んな青森県で草相撲に励んでいたが、1884年1月に21歳で高砂部屋に入門。低い重心からの腰投げを得手とした。1888年5月に新十両昇進を果たした後、1890年1月に新入幕。以後連続27場所幕内を務め、1896年1月には東筆頭の地位まで番付を上げた。40歳で十両に陥落してからも現役を続け、1910年1月に47歳を以て引退した。江戸時代の生まれで両国国技館の土俵にあがった力士のひとりである。その後は協会職員の桟敷係となったが、1912年5月、過去3年間に渡り、偽造桟敷2円券1000枚を作って販売していたことが発覚し、追放された。

## 成績
- 幕内27場所80勝95敗82休13分預

## 改名
改名歴なし